# Conus cargilei
Conus cargilei é uma espécie de gastrópode do gênero Conus, pertencente à família Conidae.